# P街

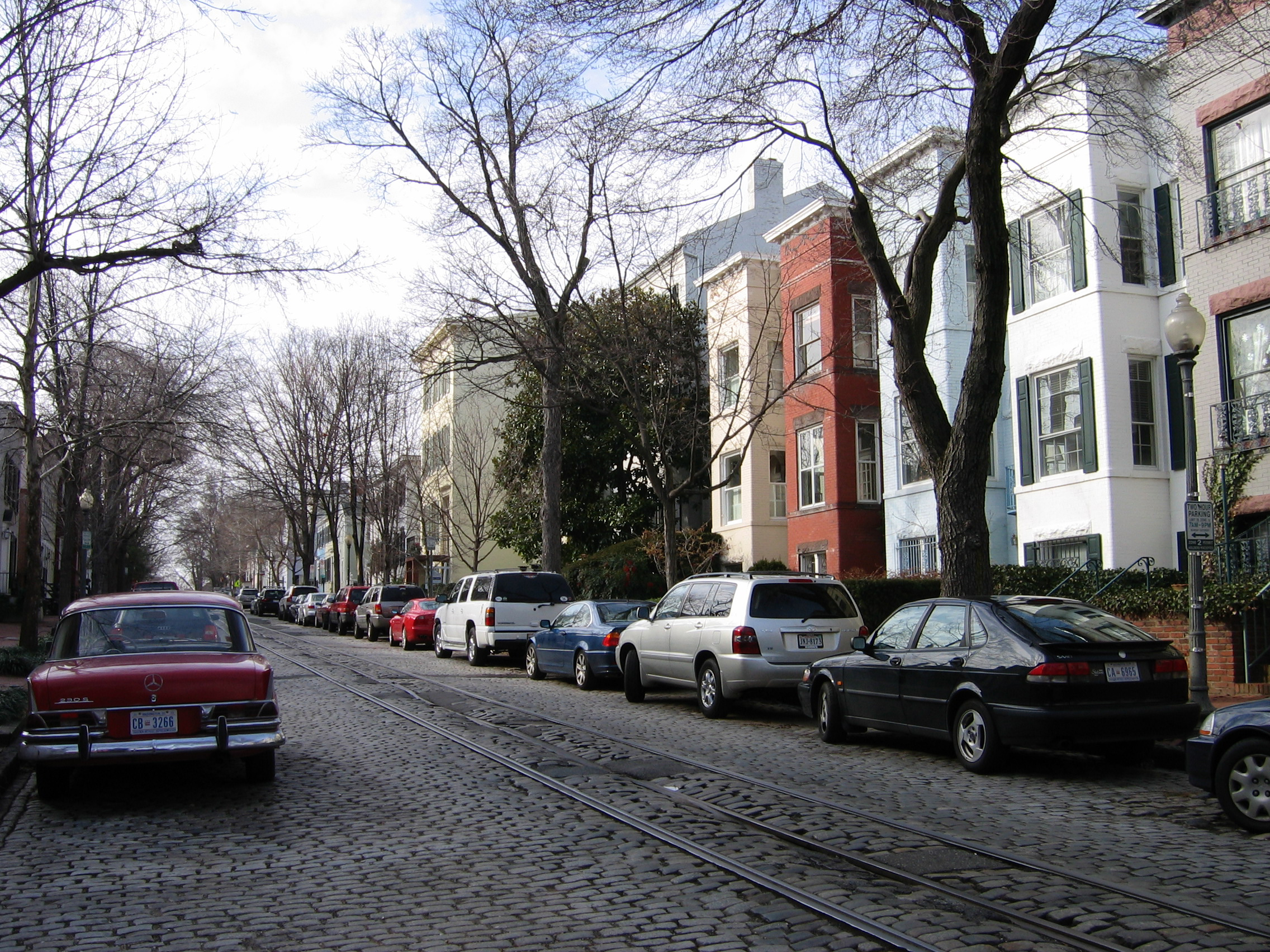
2006年2月，在西北区乔治敦附近的P街。

P街是华盛顿特区内四个不同的街道。这条街道是乔治·华盛顿总统于1791年命名的，这是一般街道命名程序的一部分，其中东西向行驶的街道按字母顺序命名，南北向行驶的按数字顺序命名。 

## 西北区
西北区P街从北国会街一直延伸到喬治城大學的东部边界（西北区37街），另外还有一个大块的路段，从格洛弗-阿奇博尔德公园的西端一直延伸到西北区福克斯霍尔路。 P街穿过P街大桥穿过岩溪以及岩溪及波托马克公园道。西北区的P街也穿过杜邦圆环和洛根圆环。这条P街是四个街道中最古老的一条：1795年7月进行的调查显示，哥伦比亚特区的北部边界将岩溪的P街浅滩列为该城市原始北部边界的起点。 P街第一座桥梁是造纸厂大桥。  

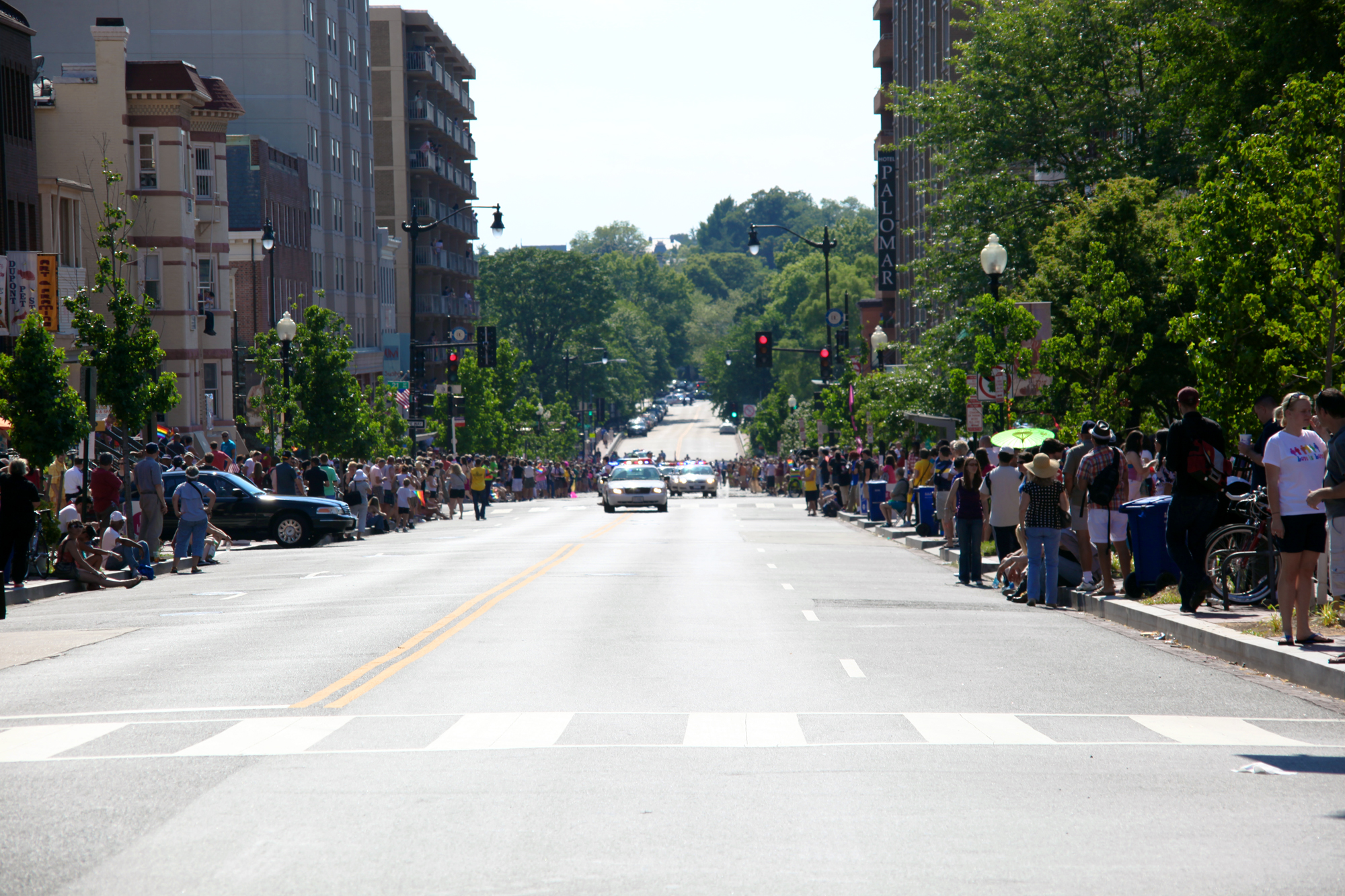
2012年西北区P街2000号和2100号街区。

西北区P街在商业和地形上都很重要。P街浅滩标志着远洋船只可以沿着岩溪行驶的最远点。  Slash Run是岩溪的主要支流，始于P街1700号。  西北区P街也是该市最早的自由非洲裔美国人居住的地方。莱斯·黑尔（Lethe Hill）是最早在该市购买房地产的黑人之一，他于1819年在P街和30街购买了很多房产。另一位自由黑人威廉·贝克拉夫（William Becraft）在一个街区以外的地方买了一套房子。 随着时间的流逝，在由西北区P街，宪法大道，16街和6街围成的10个街区中，形成了一个大片的自由黑人社区。 在1890年代，里格斯市场（Riggs Market）是该市重要的市场之一，位于西北区14街至15街之间的P街西北。 西北区P街508号的一座教堂，以前是锡安福音路德教堂，于1941年成为斯普林菲尔德浸信教堂。福音歌手埃德娜·加尔蒙·库克（Edna Gallmon Cooke）在那里开始了她的歌唱事业。 
1885年，约翰·洛根少将（ John A. Logan）购买了艾奥瓦环岛和西北区P街上的“斯通大厦”。三届总统候选人威廉·布赖恩（William J.Bryan）后来从洛根（Logans）租借了这座建筑。 国会在1930年12月以洛根（Logan）的名字将环岛的名称更改为“洛根圆环”。 杜邦圆环市民协会（Dupont Circle Citizens Association）成立于1922年，位于P街1767号的一栋联排别墅中。 

## 东北区
P街在东北区从北国会大厦街到佛罗里达大道，横跨一个街区。该地区的东面是美铁铁轨，联合市场，高立德大学，奥利弗山公墓，美国国家植物园， 安那考斯迪亚公园和安那考斯迪亚河。

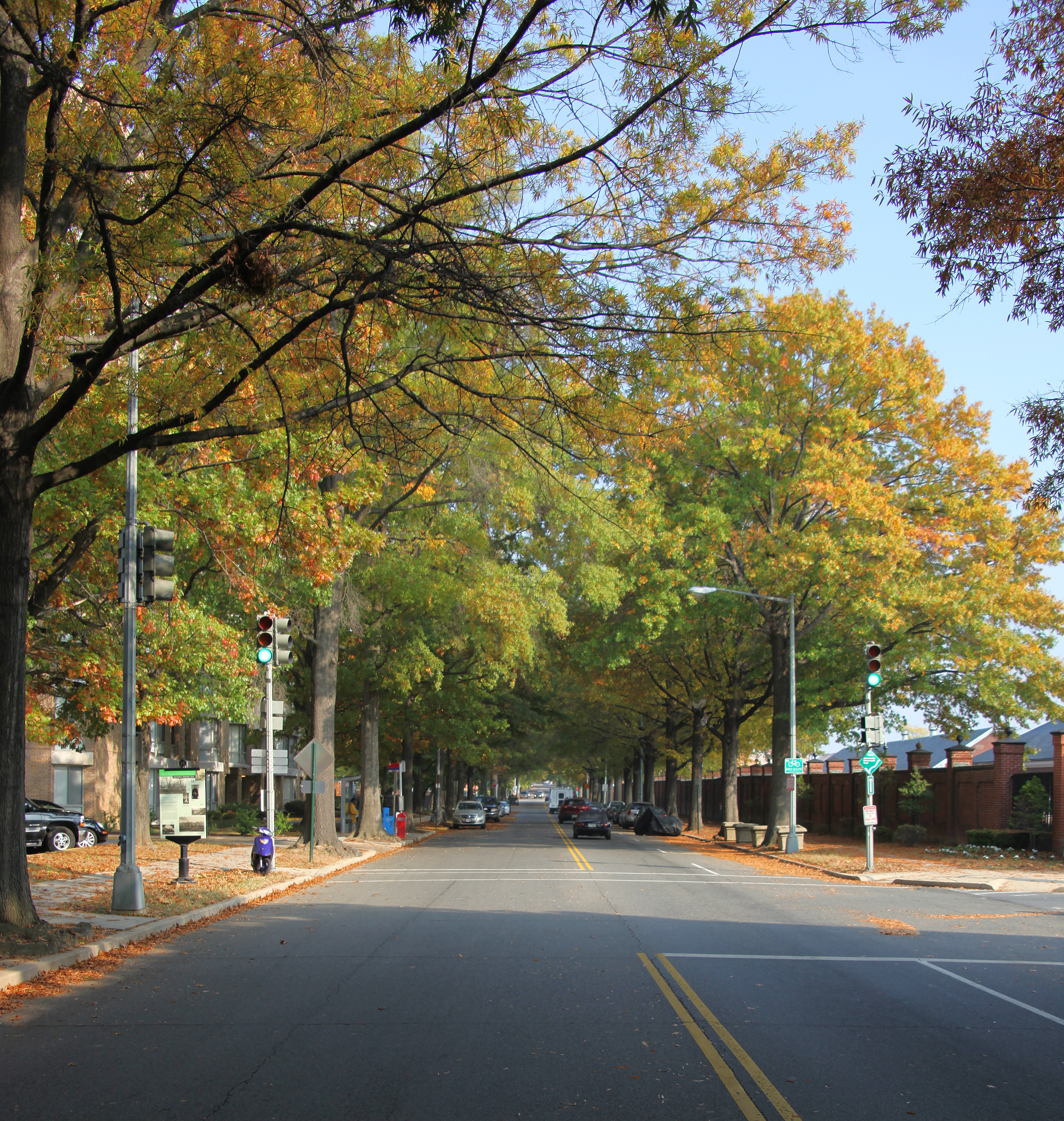
西南区P街向东看（前方是300号街区）

## 东南区
由于安那考斯迪亚河东侧的地形，东南区P街被破碎和截断了。东南区P街在东南区18街和东南区Naylor街之间延伸两个街区，在宾夕法尼亚大道和Branch大道之间延伸大约三个街区。